# Visnagar
Visnagar (en guyaratí: વિસનગર ) es una ciudad de la India en el distrito de Mahesana, estado de Guyarat.

## Geografía
Se encuentra a una altitud de 91 m s. n. m. a 58 km de la capital estatal, Gandhinagar, en la zona horaria UTC +5:30.

## Demografía
Según estimación 2011 contaba con una población de 71 737 habitantes.